# Prusiska
Prusiska, eller preussiska (uttal: /pråjsiska/ eller /pröjsiska/; jämför Preussen), även fornpreussiska och ostpreussiska, är ett utdött västbaltiskt språk på den baltoslaviska språkgrenen av de indoeuropeiska språken. Numera görs insatser för att rekonstruera och återuppliva språket.

## Historia
Prusiska talades av pruserna. Deras område utgjordes ännu på 1200-talet av kustlandet mellan Weichsels och Memels nedersta lopp. Prusiska var ett språk som tillhörde den västbaltiska språkgrenen och som idag har rekonstruerats.   
Korsriddarna av Tyska orden arbetade för språkets undertryckande, och redan på 1500-talet var det inskränkt till det lilla Samland (landet mellan Pregel och Kuriska sjön). Ordens siste högmästare, sedermera hertig Albrekt av Preussen, försökte använda det till spridning av den evangeliska läran, och honom har man att tacka för de ännu befintliga katekeserna av 1545 och 1561. Sannolikt dog språket ut i slutet av 1600-talet, eftersom bara några få bönder i Samland kunde tala prusiska år 1679. 
Prusiskan bildar tillsammans med litauiskan och lettiskan den s.k. lettiska eller baltiska grenen av den baltisk-slaviska språkfamiljen. Men medan litauiskan och lettiskan står mycket nära varandra, skiljer sig prusiskan från dem på en rad punkter, vilket ger prusiskan en särställning.
Språkresterna är torftiga och utgörs av det så kallade ”Elbinger deutsch-preussische Vokabulär”, Simon Grunaus preussiska vokabulär samt tre stycken katekesupplagor. Ortografin är tämligen bristfällig, men medger dock enligt senare undersökningar viktiga slutsatser om vokalernas kvantitet. Språket skrevs med latinska alfabetet.

## Språkexempel
Enstaka ord ur den återskapade ”prusiskan”:
- Hej!: Kaīls!
- Hur mår du?: Kaīgi tebbei ēit?
- Pratar du prusiska?: Tū bilāi prūsiskai?
- Jag kommer ifrån Preussen: Asma iz Prūsan.
- Ja: Jā.
- Nej: Ni.
- Jag pratar inte engelska: As ni bilāi ēngleskai.
- Hej då: Ērdiw.